# Ulak Segelung
Ulak Segelung is een bestuurslaag in het regentschap Ogan Ilir van de provincie Zuid-Sumatra, Indonesië. Ulak Segelung telt 1157 inwoners (volkstelling 2010).